# Klasztory trzech skarbów
Klasztory trzech skarbów – grupa trzech największych i najważniejszych koreańskich klasztorów buddyjskich.
Koreańska nazwa tej grupy to sambo chongch'al lub sambosach'al. Tymi klasztorami są T'ongdo sa, Haein sa i Songgwang-sa. Są to największe klasztory w Korei i należą także do ekskluzywnej grupy pięciu klasztorów systemu ch'ongnim.
Każdy z tych klasztorów reprezentuje jeden z trzech skarbów buddyzmu (skt triratna, kor. sambo). Są nimi Budda – założyciel religii buddyjskiej, Dharma – nauki Buddy, sangha – kongregacja mnichów.
Klasztorem skarbu Buddy jest klasztor T'ongdo. Znajdują się w nim w stupie (kor. t'ap) relikty Buddy, tzw. śarira. Stupa ta znajduje się bezpośrednio za głównym gmachem Buddy. W innych klasztorach relikwiarz znajdowałby się na ołtarzu w głównym budynku. W dodatku lewa strona tylnej ściany budynku jest otwarta, tak że właściwym reprezentantem Buddy są tu raczej szczątki, a nie np. ołtarz.
Klasztorem skarbu Dharmy jest klasztor Haein. Symbolizowane to jest przez dwa budynki skrywające drewniane płyty z Tripitaką koreańską, które znajdują się na wzgórzu bezpośrednio za głównym gmachem Buddy. W tym wypadku podporządkowanie gmachu Buddy symbolizuje nadrzędność Dharmy, reprezentowanej przez zmagazynowany kanon koreański.
Klasztorem skarbu sanghi jest klasztor Songgwang. W klasztorze tym gmach medytacji jest położony wyżej, za gmachem głównego Buddy. Symbolizuje to wagę medytacyjnego budynku dla praktykujących mnichów.